# پوگوست ناوولوچنی
پوگوست ناوولوچنی (به لاتین: Pogost Navolochny) یک منطقهٔ مسکونی در روسیه است که در استان آرخانگلسک واقع شده‌است.